# Лауценбрикен
Лауценбрикен (њем. Lautzenbrücken) општина је у њемачкој савезној држави Рајна-Палатинат. Једно је од 192 општинска средишта округа Вестервалд. Према процјени из 2010. у општини је живјело 386 становника. Посједује регионалну шифру (AGS) 7143255.

## Географски и демографски подаци
Лауценбрикен се налази у савезној држави Рајна-Палатинат у округу Вестервалд. Општина се налази на надморској висини од 501 метра. Површина општине износи 4,3 km². У самом мјесту је, према процјени из 2010. године, живјело 386 становника. Просјечна густина становништва износи 90 становника/km².